# ألبيون (مقاطعة جاكسون)
ألبيون، مقاطعة جاكسون (بالإنجليزية: Albion, Jackson County, Wisconsin)‏ هي بلدة تقع بولاية ويسكونسن في الولايات المتحدة. تبلغ مساحتها 118.5 (كم²)، وترتفع عن سطح البحر 287 م، بلغ عدد سكانها 1093 نسمة في عام 2000 حسب إحصاء مكتب تعداد الولايات المتحدة وتصل الكثافة السكانية فيها 9.3 نسمة/كم2.

## وصلات خارجية
- The US50 - Cities and Towns in Wisconsin State
- Wisconsin Cities and Towns, Facts, Map, Flag, Colleges, Government, and More